# قرطاج محمد علي
قرطاج محمد علي أحد أحياء مدينة قرطاج، يقع غرب قرطاج درمش.